# Juan Magán
Juan Magán, znany także jako F.A.O., właśc. Juan Manuel Magán González (ur. 30 września 1978 w Badalonie) – hiszpański DJ, producent muzyczny, raper i piosenkarz.

## Kariera
Juan Magán zadebiutował na rynku muzycznym w 2001, kiedy ukazał się singel „The Dawn”, który nagrał w duecie z Xavim Kolo. W 2003 roku ukazało się kilka singli, które współtworzył: „Mi son” (z Freddym G), „Deep Space” (z duetem Afro Deep), „Agua” i  „Hold On” (oba z Davidem Campoyem). W tym samym roku premierę miała jego pierwsza EP-ka pt. Logical Progression.
W 2004 na rynku ukazały się kolejne single nagrane przez Juana Magána: „Aquellas cositas buenas” (z Césarem Del Rio i Dannym Moralesem) oraz solowy „You”. W 2005 roku premierę miał jego następny singel – „I Let U Funk Me” – który nagrał w duecie z Gio Lopezem. Dwa lata później ukazał się jego nowy utwór – „Bring It Down” – który został nagrany w duecie z Llvisem „Puku” Pocorullem.
W 2007 ponownie nawiązał współpracę z Marcosem Rodriguezem, z którym stworzył duet o nazwie Magan & Rodriguez. Wcześniej duet pracował razem nad singlem „Salsa” w 2004. W 2007 roku ukazał się ich pierwszy singel pod nazwą Magan & Rodriguez – „No dare ni un paso atrás”. W 2008 roku ukazały się ich dwa single: „Suck My ....” i „Bora Bora”. Pierwszy z nich dotarł do 2. miejsca hiszpańskiej listy przebojów, zaś drugi zadebiutował na 14. miejscu zestawienia ponad rok później. Oba utwory znalazły się na pierwszej EP-ce duetu zatytułowanej Suave EP z 2008 roku. W tym samym roku ukazały się dwa kolejne minialbumy: Suave EP 2 oraz Suave EP 3. Numery ze wszystkich trzech EP-ek zostały wydane na debiutanckiej płycie długogrającej duetu pt. Suave, która ukazała się również w 2008. W 2009 zakończyli współpracę. Wcześniej wydali jeszcze album kompilacyjny pt. We Love Asere.
W 2009 wydał singel „Verano azul”, z którym dotarł do 4. miejsca krajowej listy przebojów, oraz singel „Mariah”, z którym dotarł do 18. miejsca w notowaniu. We wrześniu wydał minialbum pt. A Family Affair EP z bratem Victorem Magánem.
W 2010 jego trzy single znalazły się w pierwszej 50 listy przebojów: „BigBen” (z Victorem Maganem, Josepo i Lisą Rose; na 43. miejscu), „Te gusta” (na 34. miejscu) i „Un momento” (z Inną; na 46. miejscu). Oprócz tego na rynku ukazały się także inne, nagrane przez niego single: „Friday Night” (z Josepo), „Shuri shuri (Crazy)” (gościnnie dla DJ Denisa) czy „Oh Baby” (dla duetu Dero i Rivera).
W 2011 wydał singiel „Bailando por ahi”, który dotarł do 1. miejsca krajowej listy przebojów, po dwudziestu dwóch tygodniach oczekiwania. W tym samym roku artysta nagrał utwór „Bailando por el mundo” we współpracy z Pitbullem i El Catą. Singel dotarł do 22. miejsca na liście przebojów w Hiszpanii oraz 15. w Szwajcarii. Ostatnim singlem wydanym w tym roku przez DJ-a został utwór „No sigue modas”, który dotarł do 4. miejsca hiszpańskiej listy przebojów.
W 2012 siedem singli nagranych przez Magána znalazło się na hiszpańskich listach przebojów, w tym m.in. solowe utwory „Se vuelve loca” (na 3. miejscu) i „Tú y yo” (na 24. miejscu). Znalazły się one na debiutanckim albumie studyjnym producenta zatytułowanym The King of Dance z tego samego roku. Płyta zadebiutowała na 5. miejscu najczęściej kupowanych płyt w kraju. W tym samym roku na amerykańskim i kanadyjskim rynku muzycznym ukazał się także jego dwupłytowy album pt. Bailando por el mundo. W Hiszpanii premierę miał za to utwór „Te voy a esperar”, który Juan Magán nagrał w duecie z Belindą. Singel znalazł się na oficjalnej ścieżce dźwiękowej do filmu animowanego Tedi i poszukiwacze zaginionego miasta i dotarł do 1. miejsca krajowych list przebojów, na którym utrzymał się przez siedem tygodni z rzędu.
W 2013 wydał singel „Mal de amores”, który zadebiutował na drugim miejscu krajowej listy przebojów. W tym samym roku piosenkarz nagrał kolejny singel z Inną – „Be My Lover” – który był ich interpretacją przeboju z repertuaru zespołu La Bouche o tym samym tytule z 1995 roku. W 2014 wydał singiel „Si no te quisiera”, który został nagrany we współpracy z Belindą i Lapizem Conciente. Utwór dotarł do 1. miejsca krajowej listy przebojów i promował nową EP-kę piosenkarza zatytułowaną The King Is Back, Vol. 1 z lipca tego samego roku. Minialbum zadebiutował na 36. miejscu listy najczęściej kupowanych płyt w kraju.
W 2015 wydał singel „He llorado (Como un niño)”, który nagrał z gościnnym udziałem zespołu Gente de Zona. Utwór zadebiutował na 12. miejscu listy przebojów i znalazł się na albumie studyjnym Juana Magána zatytułowanym The King Is Back –#LatinIBIZAte z października tego samego roku. Krążek dotarł do 12. miejsca najczęściej kupowanych płyt w kraju. W tym samym roku piosenkarz pojawił się gościnnie w utworze „Por fin te encontré” zespołu Cali y El Dandee. Piosenka dotarła do 2. miejsca listy przebojów w kraju.
W styczniu 2016 premierę miał utwór „Un mundo más feliz” nagrany przez Mavericka, którego współautorem jest Juan Magán. Piosenka została zakwalifikowana do finału krajowych eliminacji eurowizyjnych, w którym zajęła ostatnie 5. miejsce, ex aequo z utworem „Now” Electric Nany. W czerwcu wydał minialbum Magána pt. Quiero que sepas, a tytułowany singel zadebiutował na 46. miejscu krajowej listy przebojów.

## Dyskografia

### Albumy studyjne

#### Wydane jako Magan & Rodriguez
- Suave (2008)

#### Solowe
- The King of Dance (2012)
- The King is Back – #LatinIBIZAte (2015)

### Albumy kompilacyjne

#### Wydane jako Magan & Rodriguez
- We Love Asere (2009)

### Minialbumy (EP)

#### Solowe
- Logical Progression (2003)
- The King Is Back Vol. 1 (2014)
- Quiero que sepas (2016)
- 4.0 (2019)

#### Z Víctorem Magánem
- A Family Affaire (2009)